# La Pomone
La Pomone est une sculpture de Germaine Richier  en bronze patiné foncé,  réalisée en 12 exemplaires. Elle représente un nu féminin aux formes généreuses.

## Historique et description
Pomone est une divinité romaine probablement d'origine étrusque qui protège « les vergers et ses amours avec Vertumne. » Ce thème a eu la faveur de nombreux sculpteurs qui ornaient les parcs des XVIIe siècle et XVIIIe siècle, notamment (le Hongre). Elle était représentée généralement assise sur un panier de fruits et de fleurs, avec une branche et une pomme à la main.
Dans la version de Germaine Richier, l'allégorie de la fécondité  devient plutôt une allégorie de la gourmandise. Le thème lui a sans doute été fourni par son ami Marino Marini dont Pomone était le sujet fétiche.
La divinité de Germaine prend des allure plus frustes, plus robuste, aussi peu littéraire que possible.   Son modèle est la plantureuse Bouboule qui, en 1939, en Suisse, avait posé pour Nu ou La Grosse